# Corporación Club Deportes Tolima
La Corporacion Club Deportes Tolima o Deportes Tolima és un club colombià de futbol de la ciutat d'Ibagué, al departament de Tolima.

## Història
El club va ser fundat per Manuel Rubio Chávez el 18 de desembre de 1954. Va competir per primer cop a la lliga colombiana el 1955 amb un uniforme similar a l'utilitzat per la selecció argentina.
Entre finals dels 70 i inicis dels 80 el club va viure els seus millors anys amb jugadors com Francisco Maturana o Arnoldo Iguaran. El club finalitzà segon els anys 1981 i 1982 i participà per primer cop a la Copa Libertadores el 1982 (arribant a semifinals). Però no fou fins als 2003 que el club assolí per primer cop el títol de campió colombià. L'any 2006 fou finalista de la competició.

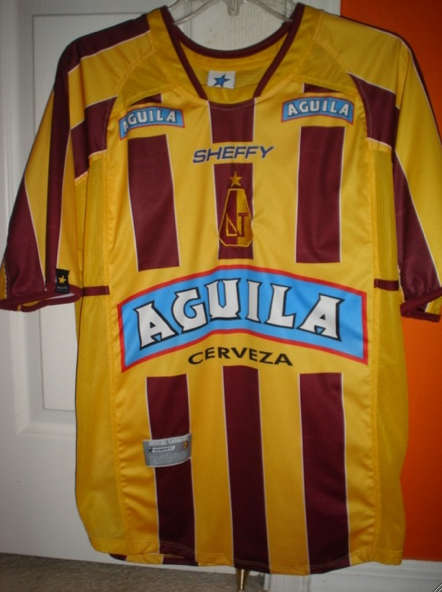
Uniforme del club el 2006

## Palmarès
- Fútbol Profesional Colombiano: 2003-II, 2018-I, 2021-I
- Copa Colòmbia: 2014
- Superliga colombiana: 2022
- Primera B: 1994